# 기막힌 이야기 실제상황
《기막힌 이야기 실제상황》은 MBN에서 2014년 4월 20일부터 2020년 9월 6일까지 방송했던 범죄 재연 프로그램이었다.

## 프로그램 소개
본 프로그램 특징으로서 이 시대의 사건 사고 뒤에 숨겨진 이면을 바라보는 인생 리얼리티 재연극으로 감탄과 탄식, 경악을 자아내는 생생한 실제 이야기를 리얼리티하게 재구성하면서 황금만능주의와 속고 속이는 각박한 세상에 던지는 삶의 메시지를 전달하자는 취지로 모든 계층이 지켜 볼 수 있는 재연 드라마 프로그램

## 특징
현실감 넘치는 촬영과 고품격 재연으로 새롭게 살아나는 '거짓말 같은 진짜 스토리'를 표방한 만큼 시청자들의 눈을 의심하게 만드는 '날것'의 힘으로 흥미진진해지는 리얼 인생 드라마이므로 관계자 일각에서는 방송 횟수를 계속 거듭할 때마다 불륜 등 비윤리적인 소재 때문에 논란의 소지가 많다는 특징이 있다.

## 방송 일정
| 방송 채널 | 방송 기간                         | 방송 시간                                         | 비고      |
| MBN       |                                   |                                                   |           |
| --------- | --------------------------------- | ------------------------------------------------- | --------- |
| MBN       | 2014년 5월 25일~6월 29일          | 매주 일요일 밤 11:00 ~ 12:15 (1시간 15분)         | 정규 편성 |
| MBN       | 2014년 7월 3일 ~ 2015년 3월 26일  |                                                   | 정규 편성 |
| MBN       | 2015년 4월 1일 ~14일              | 매주 수요일, 목요일 밤 11:00 ~ 12:15 (1시간 15분) | 정규 편성 |
| MBN       | 2016년 5월 4일 ~12일              | 매주 수요일, 목요일 밤 11:00 ~ 12:15 (1시간 15분) | 정규 편성 |
| MBN       | 2016년 4월 20일 ~27일             | 매주 수요일 밤 11:00 ~ 12:15 (1시간 15분)         | 정규 편성 |
| MBN       | 2016년 5월 18일                   | 매주 수요일 밤 11:00 ~ 12:15 (1시간 15분)         | 정규 편성 |
| MBN       | 2016년 6월 1일 ~10월 22일         | 매주 수요일 밤 11:00 ~ 12:15 (1시간 15분)         | 정규 편성 |
| MBN       | 2016년 6월 1일 ~10월 22일         | 매주 토요일 밤 9:45 ~ 11:00 (1시간 15분)          | 정규 편성 |
| MBN       | 2016년 10월 27일 ~11월 5일        | 매주 목요일 밤 11:00 ~ 12:15 (1시간 15분)         | 정규 편성 |
| MBN       | 2016년 10월 27일 ~11월 5일        | 매주 토요일 밤 9:45 ~ 11:00 (1시간 15분)          | 정규 편성 |
| MBN       | 2016년 11월 10일 ~ 2017년 2월 9일 | 매주 목요일 밤 11:00 ~ 12:15 (1시간 15분)         | 정규 편성 |
| MBN       | 2017년 2월 20일 ~3월 13일         | 매주 월요일 밤 9:40 ~ 11:00 (1시간 20분)          | 정규 편성 |
| MBN       | 2017년 3월 25일 ~ 2019년 7월 27일 | 매주 토요일 밤 9:40 ~ 11:00 (1시간 20분)          | 정규 편성 |
| MBN       | 2019년 8월 4일 ~ 2020년 5월 24일  | 매주 일요일 밤 9:30 ~ 10:50 (1시간 20분)          | 정규 편성 |
| MBN       | 2020년 6월 21일 ~9월 6일          | 매주 일요일 밤 9:30 ~ 10:50 (1시간 20분)          | 정규 편성 |
| MBN       | 2020년 5월 28일 ~6월 4일          | 매주 목요일 밤 11:00 ~ 12:20 (1시간 20분)         | 정규 편성 |
| MBN       | 2020년 6월 14일                   | 매주 일요일 밤 10:00 ~ 11:00 (1시간)              | 정규 편성 |

## 역대 내레이션
| 기수 | 진행자 | 진행 기간                        |
| ---- | ------ | -------------------------------- |
| 1기  | 윤주상 | 2014년 4월 20일 ~ 6월 29일       |
| 2기  | 김종성 | 2014년 7월 10일 ~ 2020년 9월 6일 |

## 출연진
- 강다영
- 강민정
- 강성훈
- 강철
- 강헌일
- 고진명
- 공수진
- 공재원
- 국기훈
- 권영경
- 기연호
- 김건호
- 김경란
- 김광인
- 김기범
- 김기혁 (MBN 아나운서)
- 김동석
- 김동현
- 김문찬
- 김민기
- 김민진
- 김선은
- 김성영
- 김수정
- 김영란
- 김영민
- 김영희
- 김용완
- 김유라
- 김은경
- 김은영
- 김장환
- 김정현
- 김종호
- 김준하
- 김지섭
- 김지성
- 김진태
- 김채린
- 김태경
- 김태형
- 김하영
- 김학룡
- 김현동
- 김현지
- 김혜영
- 김호영
- 김희라
- 나기수
- 나희승
- 노영화
- 라윤경
- 류재필
- 문경희
- 문유정
- 문회원
- 박도유
- 박민애
- 박신영
- 박신희
- 박상용
- 박윤식
- 박재현
- 박지영
- 박초은
- 박충렬
- 박칠용
- 박태호
- 박통일
- 방초록
- 배강민
- 배건식
- 백낙순
- 변서윤
- 봉두개
- 서예희
- 서지미
- 선우철
- 성인자
- 성정선
- 성형진
- 손미희
- 손선근
- 손윤상
- 손정림
- 신선영
- 신신범
- 신연숙
- 안민상
- 안현정
- 양귀비
- 양동재
- 염상태
- 오윤오
- 오종민
- 오훈서
- 원종례
- 유다연
- 유병준
- 유소이
- 유재현
- 유형준
- 윤미하
- 윤준호
- 윤태희
- 이가돈
- 이강진
- 이경순
- 이경아
- 이계영
- 이레나
- 이미숙
- 이봄이
- 이상미
- 이상필
- 이서현
- 이승훈
- 이아민
- 이연선
- 이연주
- 이영실
- 이우신
- 이용재
- 이원종
- 이장미
- 이제니
- 이재순
- 이재욱
- 이정민
- 이정성
- 이주실
- 이지혜
- 이진목
- 이진아
- 이창훈
- 이채민
- 이태훈
- 이하은
- 이희구
- 장신애
- 장주연
- 장하람
- 전린애
- 전병덕
- 전승엽
- 정대홍
- 정영신
- 정재용
- 정태인
- 조규준
- 조기태
- 조문홍
- 조선옥
- 조용주
- 조은주
- 조은서
- 조진철
- 주부진
- 주효만
- 지정우
- 주현정
- 진혜경
- 차미경
- 최병국
- 최성웅
- 최영우
- 최윤준
- 최황빈
- 한가빈
- 한소현
- 한춘일
- 한태일
- 한혜지
- 한호용
- 허다정
- 허원정
- 현정애
- 홍승모
- 홍승범
- 홍연
- 홍인아

### 특별 출연
- 루아
- 문세림
- 박상철
- 배영만
- 서진
- 오정태
- 이동엽
- 장슬기
- 전원주
- 정해진
- 케리건 메이
- 황덕재

## 결방 사유

### 2016년
- 1월 7일 : '오시면 좋으리' 편성 관계로 결방
- 4월 13일 : 2016 국민의 선택 국회의원 총선거 개표방송 관계로 결방

### 2020년
- 1월 12일 : 도쿄 올림픽 여자배구 예선 결승전 대한민국 VS 태국 중계방송 관계로 결방

## 재방송 채널
- 원스
- MBN 플러스,
- 채널 U
- 채널J
- CMC TV
- 채널칭
- ENA 스토리

## 같이 보기
- 경찰청 사람들 (MBC 시사교양본부 제작)
- 경찰청 사람들 2015 (MBC 시사교양본부 제작)
- 공개수배 사건 25시 (KBS 2TV)
- 리얼스토리 실제상황 (iTV)
- 현장추적 싸이렌 (KNN 부산경남방송 제작)
- 현장기록 형사 (MBC 시사교양본부 제작)
- 의뢰인 K (KBS 2TV)

## 특이 사항
- 실제 사건을 바탕으로 재구성된 드라마로 창작에 허구를 밝혔다.
- MBN 외에는 모든 케이블 방송사에 재방송을 송출되고 있다.